# Rudolf Gröger (Eishockeyspieler)
Rudolf Gröger (* 8. Januar 1934) ist ein ehemaliger deutscher Eishockeyspieler.

## Leben
Rudolf Gröger stammt aus Füssen. Da er sich für den Eishockeysport interessierte, wurde er Mitglied des damals den deutschen Eishockeysport dominierenden EV Füssen, der in den 1950er und 1960er Jahren regelmäßig den deutschen Meister im Eishockey stellte. Da seine Leistungen im Verein so gut waren, wurde er bald Mitglied der ersten Mannschaft seines Vereins, mit der er insgesamt viermal deutscher Meister wurde. Das erste Mal erreichte er dies im Jahre 1963. Da dieser Meisterschaftsgewinn durch den EV Füssen gleichzeitig die zehnte deutsche Eishockeymeisterschaft des EVF war, erhielten die Spieler der Meistermannschaft am 10. März 1963 von Bundespräsident Heinrich Lübke das Silberne Lorbeerblatt.
In den folgenden Jahren wurde Rudolf Gröger auch noch in den Jahren 1964, 1965 und 1968 mit der Füssener Mannschaft deutscher Meister. Außerdem gewann er mit seiner Mannschaft 1964 den Spengler Cup.